# 托尼诺·圭拉
托尼诺·圭拉（義大利語：Tonino Guerra，1920年3月16日—2012年3月21日），男，意大利诗人、作家。曾获得欧洲电影学院终身成就奖。